# Piotr Skopiński
Piotr Jan Skopiński (ur. 28 czerwca 1960) – polski okulista, histolog, cytofizjolog, profesor nauk medycznych, pracownik Katedry i Zakładu Histologii i Embriologii Warszawskiego Uniwersytetu Medycznego.

## Życiorys
Dyplom lekarski zdobył w 1986 roku na Akademii Medycznej w Warszawie.
Stopień doktorski uzyskał w 1994 roku na podstawie pracy „Ultrastrukturalna ocena mięśnia sercowego szczurów przebywających w warunkach zmienionej grawitacji /g=0/”. W 1999 roku zdobył II stopień specjalizacji z okulistyki. Habilitował się w 2009 roku na podstawie oceny dorobku naukowego i pracy pod tytułem „Zaburzenia regulacji angiogenezy w retinopatii cukrzycowej”. Postanowieniem prezydenta RP Andrzeja Dudy z 21 września 2020 otrzymał tytuł profesora nauk medycznych.
Pracuje jako mikrochirurg w Klinice i Katedrze Okulistyki II Wydziału Lekarskiego WUM. Przyjmuje także w Spółdzielni Pracy Specjalistów i Rentgenologów w Warszawie. Należy do Polskiego Towarzystwa Okulistycznego oraz do Stowarzyszenia Chirurgów Okulistów Polskich. 
Swoje prace publikował w czasopismach krajowych i zagranicznych, m.in. w Klinice Ocznej. Zainteresowania kliniczne i badawcze P. Skopińskiego dotyczą m.in. retinopatii cukrzycowej, chirurgii zaćmy oraz jaskry.